# HDHD3
HDHD3 (англ. Haloacid dehalogenase like hydrolase domain containing 3) – білок, який кодується однойменним геном, розташованим у людей на 9-й хромосомі. Довжина поліпептидного ланцюга білка становить 251 амінокислот, а молекулярна маса — 28 000.
| 10         |  | 20         |  | 30         |  | 40         |  | 50         |
| ---------- |  | ---------- |  | ---------- |  | ---------- |  | ---------- |
| MAHRLQIRLL |  | TWDVKDTLLR |  | LRHPLGEAYA |  | TKARAHGLEV |  | EPSALEQGFR |
| QAYRAQSHSF |  | PNYGLSHGLT |  | SRQWWLDVVL |  | QTFHLAGVQD |  | AQAVAPIAEQ |
| LYKDFSHPCT |  | WQVLDGAEDT |  | LRECRTRGLR |  | LAVISNFDRR |  | LEGILGGLGL |
| REHFDFVLTS |  | EAAGWPKPDP |  | RIFQEALRLA |  | HMEPVVAAHV |  | GDNYLCDYQG |
| PRAVGMHSFL |  | VVGPQALDPV |  | VRDSVPKEHI |  | LPSLAHLLPA |  | LDCLEGSTPG |
| L          |  |            |  |            |  |            |  |            |

A: Аланін

C: Цистеїн

D: Аспарагінова кислота

E: Глутамінова кислота

F: Фенілаланін

G: Гліцин

H: Гістидин

I: Ізолейцин

K: Лізин

L: Лейцин

M: Метіонін

N: Аспарагін

P: Пролін

Q: Глутамін

R: Аргінін

S: Серин

T: Треонін

V: Валін

W: Триптофан

Задіяний у такому біологічному процесі, як ацетилювання. 